# شيرة تشقاتشالانتشي
شيرة تشقاتشالانتشي (بالفارسية: شیره چقاچالانچی) هي قرية تقع في Sarab Rural District في إيران. يقدر عدد سكانها بـ 73 نسمة بحسب إحصاء 2016.